# Japanagromyza nebulifera
Japanagromyza nebulifera är en tvåvingeart som beskrevs av Mitsuhiro Sasakawa 2005. Japanagromyza nebulifera ingår i släktet Japanagromyza och familjen minerarflugor.
Artens utbredningsområde är El Salvador. Inga underarter finns listade i Catalogue of Life.